# Chondrina falkneri
Chondrina falkneri is een slakkensoort uit de familie van de Chondrinidae. De wetenschappelijke naam van de soort is voor het eerst geldig gepubliceerd in 2002 door E. Gittenberger.